# Музей речного флота (Нижний Новгород)
Музей речного флота Волжского государственного университета водного транспорта — музей, освещающий историю судоходства на Волге. Расположен в здании ВГУВТ по адресу: Нижний Новгород, ул. Нестерова, д. 5. 

## История создания
В октябре 1921 года Саратовский райкомвод учредил в Саратове музей речного флота под названием «Музей волгаря» с целью показа истории судоходства, бурлачества и классовой борьбы водников за свои права. Организатором и первым директором музея был Фёдор Николаевич Родин.
В 1935 году Музей волгаря был переведён из Саратова в г. Горький. В 1936 году приказом Наркомвода музей был реорганизован в Дом техники, а с 1965 года — в филиал Центрального дома техники. В 1971 году историческую часть филиала передали Горьковскому институту инженеров водного транспорта (ныне Волжская государственная академия водного транспорта), где был вновь открыт музей речного флота как подразделение института.

## Директора
- Родин Федор Николаевич (1921—1930 гг.)
- Кузьмин Николай Иванович (1930—1963 гг.)
- Коршунов В. Н. (1963—1965 гг.)
- Песин Михаил Яковлевич (1965—1969 гг.)
- Ларин Юрий Александрович(1969—1971 гг.)
- Тарасов, Леонид Константинович (1971—1988 гг.)
- Волков Сергей Павлинович (1988—2007 гг.)
- И. о. Малыгин Петр Павлович (1996 г.)
- Данилов Игорь Михайлович (2007—2010 гг.)
- Абаева Галина Павловна (2010—2022)
- Ирина Владимировна Гаранина (2022 — н.в.)

## Экскурсия по залам музея
Зал № 1. Зарождение и развитие судоходства на Волге.
Первый раздел экспозиции посвящён истории зарождения судоходства на Волге. В зале представлено фото древнего челна, обнаруженного на дне Ладожского озера. Этому челну около 5 тыс. лет. Посетители могут увидеть модели кораблей, которые ходили по рекам России в IX—XVIII веках. Это шитики, ладьи, струги, гусяны, расшивы, беляны.
Отдельный раздел экспозиции посвящён истории волжского бурлачества. В зале имеются кабальные бурлацкие договоры и бирки, по которым производился расчёт за работу, фотографии и личные вещи бурлаков.
Следующий раздел экспозиции посвящён И. П. Кулибину. Экспонируются подлинные чертежи 1-го и 2-го вариантов водоходного судна Кулибина, перечень его изобретений с надписью «Реестр-перечень изобретений Кулибина, сделанный им лично». В разделе имеется копия портрета Кулибина, сделанного его внучкой, гравюра «Водоходное судно Кулибина. 1807» и подлинный фонарь-прожектор, который был представлен изобретателем Екатерине II в 1797 г.
В следующем разделе экспозиции можно познакомиться с историей создания коноводных машин, кабестанов, узнать о развитии парового судоходства и пассажирского флота в России. Особое внимание уделяется выдающемуся событию в истории судоходства XX века — появлению теплоходов.
Зал № 2. Ратные подвиги речников.
Экспозиция состоит из следующих разделов:
- Волгари в годы гражданской войны.
- Волгари в Сталинградской битве.

Зал № 3. Машинный зал.
Здесь представлены модели паровых машин, которые устанавливались на суда дореволюционной России. Также имеются макеты современных дизельных установок.
Зал № 4. Послевоенный речной флот.
В данной экспозиции представлены модели судов постройки начиная с первых послевоенных пятилеток и до современных речных судов. В экспозиции можно выделить следующие разделы:
- Прогрессивный метод толкания;
- Суда большой Волги;
- Суда класса река-море и др.

Зал № 5. Пассажирский флот.
В экспозиции данного зала представлены модели судов, предназначенные для туристических поездок. Отдельно представлены скоростные суда (на подводных крыльях, на воздушной подушке и экранопланы).
Зал № 6. Водные пути.
Экспозиция состоит из двух разделов:
- Развитие внутренних водных путей до Октябрьской революции 1917 года.
- Развитие внутренних водных путей после Октябрьской революции.
- Продление навигации.

В зале экспонируются фотографии, плакаты, модель многочерпакового дизель-электрического земснаряда и документы по истории соединения Волги с Доном путём устройства каналов.
Выставочный зал
В зале размещаются временные выставки. В 2008 году открылась выставка, посвящённая 155-й пассажирской навигации. Посетители могут увидеть модели пассажирских судов, фотографии, плакаты, путеводители, документы XIX—XX вв.

## Уникальные экспонаты музея
- Подлинные чертежи водоходов, прожектора и других изобретений И. П. Кулибина
- Модель водохода И. П. Кулибина, который был построен и испытан в 1807 году на Волге в Нижнем Новгороде.
- Подлинный фонарь-прожектор И. П. Кулибина.
- Реестр И. П. Кулибина о его 37 изобретениях, подписанный самим автором.
- Морской устав Петра Великого 1721 года.
- Судоходный дорожник 1-й половины XIX века.
- Атлас чертежей паровых машин В. И. Калашникова.
- Журналы «Морской сборник», «Русское судоходство», «Журнал М. П. С.» с начала издания и до 1917 года.
- Коллекция книг по истории речного транспорта издания XVIII, XIX и начала XX веков.
- Фотографии и негативы, выполненные фотохудожниками А. О. Карелиным и М. П. Дмитриевым